# Medina de Pomar
Medina de Pomar – gmina w Hiszpanii, w prowincji Burgos, w Kastylii i León, o powierzchni 214,2 km². W 2011 roku gmina liczyła 6238 mieszkańców.